# Hrobka Thun-Hohensteinů (Děčín)
Hrobka Thun-Hohensteinů v Děčíně je největší pohřebiště především děčínské větve původně jihotyrolského šlechtického rodu Thun-Hohensteinů v kryptě kostela Povýšení svatého Kříže v Křížové ulici v Děčíně I. Kromě přímých pohřbů sem byly přesunuty i tělesné nebo zpopelněné ostatky Thun-Hohensteinů z dalších rodových pohřebišť, a sice z hraběcí rodinné hrobky na městském hřbitově v Děčíně, z děčínské Loretánské kaple a z hrobky pod a při kapli sv. Jana Nepomuckého v Děčíně-Chrástu.
Do krypty se sestupuje po žebříku vchodem v podlaze presbyteria, není však veřejnosti přístupná.

## Seznam pohřbených napřímo pod kostelem
V kryptě pod presbyteriem kostela byly jistě pohřbeny tři manželky Jana Josefa hraběte z Thun-Hohensteinu. 

### Chronologicky podle data úmrtí (výběr)
V tabulce jsou uvedeny základní informace o pohřbených. Fialově jsou vyznačeni příslušníci rodu Thun-Hohensteinů, žlutě jsou vyznačeny přivdané manželky, pokud zde byly pohřbeny. Jméno Thun se uvádí už v polovině 12. století, možná ještě o století dříve, zde jsou však generace počítány až od Kryštofa Šimona z Thunu (1582–1635), který byl v roce 1604 přijat do říšského stavu svobodných pánů, v roce 1629 byl povýšen do stavu říšských hrabat a který jako první příslušník rodu získal rozsáhlé statky v Čechách. U manželek je generace v závorce a týká se generace manžela.
| Pořadí | Gene-race | Jméno pohřbeného                         | Datum a místo narození     | Otec                                       | Datum a místo sňatku, choť                                                                                      | Pohřeb a uložení do hrobky                                                              | Poznámky |
| Pořadí | Gene-race | Jméno pohřbeného                         | Datum a místo úmrtí        | Matka                                      | Datum a místo sňatku, choť                                                                                      | Pohřeb a uložení do hrobky                                                              | Poznámky |
| ------ | --------- | ---------------------------------------- | -------------------------- | ------------------------------------------ | --- | --------------------------------------------------------------------------------------- | --- |
| 1.     | (5.)      | Marie Kristýna z Hohenzollern-Hechingenu | 25. 3. 1715 Bayreuth       | Heřman Bedřich z Hohenzollern-Hechingenu   | 22. 11. 1733 Vídeň: Jan Josef z Thun-Hohensteinu 2. 7. 1711 Praha – 27. 5. 1788 (21. 5. nebo 24. 5. 1788 Praha) | Pohřbena 10. srpna 1749 do rodinné hrobky v kryptě kostela Povýšení sv. Kříže v Děčíně. | Porodila 13 dětí, z nichž deset se dožilo dospělosti. První tři synové byli pohřbeni v hraběcí hrobce na městském hřbitově v Děčíně, poté pod Jánskou kaplí v Chrástu. - 1. František Jan Josef (1734–1800), zakladatel klášterecké větve - 2. Prokop Josef (1735–1798) - 3. Václav Josef Jan (1737–1796), zakladatel děčínské větve - 4. Marie Kristýna Josefa, provd. Dietrichstein-Proskau-Leslie (1738–1788, pohřbena v Mikulově) - 5. Zikmund Jakub (1739–1779) - 6. Norbert (1740–1741) - 7. Jan Nepomuk Josef (1742–1811, pohřben v Cholticích), zakladatel choltické větve - 8. Marie Valburga Josefa, provd. Clary-Aldringenová (1743–1795) - 9. Marie Terezie (1744–1769) - 10. Marie Terezie Josefa, provd. Czerninová z Chudenic (1746–?, pohřbena ve Šťáhlavech) - 11. Romedius (1747–1748) - 12. Leopold Leonard Josef (1748–1826, pohřben na Malostranském hřbitově), biskup pasovský (1796–1826) |
| 1.     | (5.)      | Marie Kristýna z Hohenzollern-Hechingenu | 6. 8. 1749 Žehušice        | Marie Josefa Terezie z Öttingen-Spielbergu | 22. 11. 1733 Vídeň: Jan Josef z Thun-Hohensteinu 2. 7. 1711 Praha – 27. 5. 1788 (21. 5. nebo 24. 5. 1788 Praha) | Pohřbena 10. srpna 1749 do rodinné hrobky v kryptě kostela Povýšení sv. Kříže v Děčíně. | Porodila 13 dětí, z nichž deset se dožilo dospělosti. První tři synové byli pohřbeni v hraběcí hrobce na městském hřbitově v Děčíně, poté pod Jánskou kaplí v Chrástu. - 1. František Jan Josef (1734–1800), zakladatel klášterecké větve - 2. Prokop Josef (1735–1798) - 3. Václav Josef Jan (1737–1796), zakladatel děčínské větve - 4. Marie Kristýna Josefa, provd. Dietrichstein-Proskau-Leslie (1738–1788, pohřbena v Mikulově) - 5. Zikmund Jakub (1739–1779) - 6. Norbert (1740–1741) - 7. Jan Nepomuk Josef (1742–1811, pohřben v Cholticích), zakladatel choltické větve - 8. Marie Valburga Josefa, provd. Clary-Aldringenová (1743–1795) - 9. Marie Terezie (1744–1769) - 10. Marie Terezie Josefa, provd. Czerninová z Chudenic (1746–?, pohřbena ve Šťáhlavech) - 11. Romedius (1747–1748) - 12. Leopold Leonard Josef (1748–1826, pohřben na Malostranském hřbitově), biskup pasovský (1796–1826) |
| 2.     | (5.)      | Marie Alžběta Kolonicsová z Kollegrádu   | 22. 5. 1732 Vídeň          | Ladislav Kolonics z Kollegrádu             | 29. 7. 1751 Schwaden: Jan Josef z Thun-Hohensteinu                                                              | Pohřbena 20. prosince 1754 v kryptě kostela Povýšení sv. Kříže.                         | Narodily se jí následující děti: - 1. Ladislav Josef (1752–1788) - 2. Eleonora Josefa (1753–?) - 3. Antonín Josef Vojtěch (1754–1840), zakladatel benátecké větve |
| 2.     | (5.)      | Marie Alžběta Kolonicsová z Kollegrádu   | 18. 12. 1754 Praha         | Marie Eleonora Kolonicsová z Kollegrádu    | 29. 7. 1751 Schwaden: Jan Josef z Thun-Hohensteinu                                                              | Pohřbena 20. prosince 1754 v kryptě kostela Povýšení sv. Kříže.                         | Narodily se jí následující děti: - 1. Ladislav Josef (1752–1788) - 2. Eleonora Josefa (1753–?) - 3. Antonín Josef Vojtěch (1754–1840), zakladatel benátecké větve |
| 3.     | 6.        | Jindřiška z Thun-Hohensteinu             | 20. 5. 1761                | Jan Josef z Thun-Hohensteinu               | | Pohřbena 26. 2. 1765.                                                                   | |
| 3.     | 6.        | Jindřiška z Thun-Hohensteinu             | 24. 2. 1765                | Marie Anna z Wildenstein-Wildbachu (č. 4)  | | Pohřbena 26. 2. 1765.                                                                   | |
| 4.     | (5.)      | Marie Anna z Wildenstein-Wildbachu       | 16. 9. 1734 Štýrský Hradec |                                            | 11. 1. 1756 Praha: Jan Josef z Thun-Hohensteinu                                                                 | Pohřbena 21. května 1766 v kryptě kostela Povýšení sv. Kříže.                           | Narodily se jí následující děti: - 1. Karel (1757–1758) - 2. Arnošt (1758–1759) - 3. Arnoštka (1759–1767) - 4. Jindřiška (1761–1765, č. 3) - 5. Evžen (1762–1763) - 6. Emanuel Kajetán (1763–?) - 7. Vilibald Kajetán Josef (1765–), dvojče - 8. Tereza (1765–), dvojče - 9. Anežka Gonzaga (1766–1786) |
| 4.     | (5.)      | Marie Anna z Wildenstein-Wildbachu       | 18. 5. 1766 Praha          |                                            | 11. 1. 1756 Praha: Jan Josef z Thun-Hohensteinu                                                                 | Pohřbena 21. května 1766 v kryptě kostela Povýšení sv. Kříže.                           | Narodily se jí následující děti: - 1. Karel (1757–1758) - 2. Arnošt (1758–1759) - 3. Arnoštka (1759–1767) - 4. Jindřiška (1761–1765, č. 3) - 5. Evžen (1762–1763) - 6. Emanuel Kajetán (1763–?) - 7. Vilibald Kajetán Josef (1765–), dvojče - 8. Tereza (1765–), dvojče - 9. Anežka Gonzaga (1766–1786) |

## Ostatky z Loretánské kaple (1885)
Loretánská kaple v Děčíně byla postavena v roce 1667 (nebo 1668, případně 1668–1670) nákladem Maxmiliána z Thun-Hohensteinu (1638–1701). V roce 1885 byla kaple zbořena, aby vznikl volný tržní prostor na hlavním (dnešním Masarykově) náměstí. 
V kryptě Lorety bylo pochováno dvacet osob, mezi nimi stavebník Maxmilián, jeho tři manželky, třináct dětí a tři přivdané manželky. Před stržením Lorety byly rakve vyjmuty a 13. března 1885 uloženy v kryptě kostela Povýšení svatého Kříže. Rakve Maxmiliána Josefa, Josefa Arnošta, Evžena Josefa a Jindřišky Josefy byly natolik porušené, že musely být zhotoveny nové. Průvod vozů doprovázel děčínský děkan Kropsbauer. Nebožtíci byli uloženi na kamenné podestě u severní zdi směrem ke Křížové ulici. Na stěně podesty byl zhotoven pamětní nápis o převozu ostatků.
Podrobnější informace o zemřelých jsou v tabulce v hesle Loretánská kaple v Děčíně.
| Pořadí | Jméno                               | Rok narození a úmrtí | Pořadí | Jméno | Rok narození a úmrtí |
| ------ | ----------------------------------- | -------------------- | ------ | ----- | -------------------- |
| 1.     | Marie Františka Emerencie z Lodronu | 1640–1679            | 11.    |       |                      |
| 2.     | Marie Maxmiliána z Liechtensteinu   | 1659–1687            | 12.    |       |                      |
| 3.     | Maxmilián z Thun-Hohensteinu        | 1638–1701            | 13.    |       |                      |
| 4.     | Marie Adelheid z Preysingu          | ?–1748               | 14.    |       |                      |
| 5.     | Maxmilián Josef                     | ?–?                  | 15.    |       |                      |
| 6.     | Josef Arnošt                        | ?–?                  | 16.    |       |                      |
| 7.     | Evžen Josef                         | ?–?                  | 17.    |       |                      |
| 8.     | Jindřiška Josefa                    | ?–?                  | 18.    |       |                      |
| 9.     |                                     |                      | 19.    |       |                      |
| 10.    |                                     |                      | 20.    |       |                      |

## Ostatky z krypty kaple sv. Jana Nepomuckého v Chrástu (1995)
Původní poutní barokní kaple sv. Jana Nepomuckého v Chrástu byla vysvěcena v roce 1723. V letech 1834–1835 byla pod kaplí zřízena hraběcí hrobka, kam byly nejdříve převezeny ostatky z hraběcího pohřebiště na městském hřbitově. Poté se do ní pohřbívalo napřímo. Stavba byla stržena a v letech 1869–1872 nahrazena velkolepou novogotickou kaplí, zároveň byla rozšířena krypta. Naposledy se do hrobky pochovávalo v roce 1935.
Po druhé světové válce museli Thun-Hohensteinové odejít z Československa a kaple začala chátrat. Opakovaně se do ní vloupávali vandalové, kteří dokonce zneuctili ostatky mrtvých. V roce 1992 byly ostatky zpopelněny a 6. dubna 1995 bylo 31 uren jednotného vzhledu uloženo v kryptě kostela Povýšení sv. Kříže. V kostele odsloužil pater Pavel Procházka mši za zesnulé.
Následující seznam osob vychází z přehledu v publikaci Příběh Jánské kaple aneb Duše Chrástu na straně 347, který sestavili Hana Slavíčková a Milan Rosenkranc, ovšem v seznamu figuruje Josefína (1815–1895) dvakrát. Chybějící 38. osobou by mohl být Jan Nepomuk (1742–1749), jehož ostatky měly být do Chrástu převezeny v roce 1835, avšak v běžně dostupných rodokmenech takováto osoba není k dohledání.
Mezi pohřbenými byli majitelé děčínského panství a později velkostatku Jan Josef z Thun-Hohensteinu, Václav Josef, František Antonín I., Bedřich František, kníže František Antonín III. a Jaroslav.
Podrobnější informace o zemřelých jsou v tabulce v hesle Hrobka Thun-Hohensteinů (Děčín-Chrást).
| Pořadí | Jméno                                  | Rok narození a úmrtí | Pořadí | Jméno                                     | Rok narození a úmrtí |
| ------ | -------------------------------------- | -------------------- | ------ | ----------------------------------------- | -------------------- |
| 1.     | Jan Nepomuk z Thun-Hohensteinu         | 1742–1749            | 17.    | František Antonín I. z Thun-Hohensteinu   | 1786–1873            |
| 2.     | Jan Josef z Thun-Hohensteinu           | 1711–1788            | 18.    | Bedřich František z Thun-Hohensteinu      | 1810–1881            |
| 3.     | Marie Josefa ze Schrattenbachu         | 1769–1794            | 19.    | Eduard z Thun-Hohensteinu                 | 1860–1885            |
| 4.     | Václav Josef z Thun-Hohensteinu        | 1737–1796            | 20.    | Hugo Felix z Thun-Hohensteinu             | 1826–1887            |
| 5.     | Josef Václav z Thun-Hohensteinu        | 1785–1797            | 21.    | Ladislav z Thun-Hohensteinu               | 1835–1887            |
| 6.     | Prokop Josef z Thun-Hohensteinu        | 1735–1798            | 22.    | Bedřich František z Thun-Hohensteinu      | 1888–1888            |
| 7.     | František Josef z Thun-Hohensteinu     | 1734–1800            | 23.    | Antonín Vincenc z Thun-Hohensteinu        | 1834–1888            |
| 8.     | Eleonora z Thun-Hohensteinu            | 1753–1816            | 24.    | Anna Marie Gabriela ze Schwarzenbergu     | 1854–1898            |
| 9.     | Josefína Mladotová ze Solopisk         | 1804–1827            | 25.    | Leopoldina z Lambergu                     | 1825–1902            |
| 10.    | Marie Anna Liebsteinská z Kolowrat     | 1750–1828            | 26.    | Karolína z Wüllerstorfu a Urbairu         | 1879–1910            |
| 11.    | Antonín Josef z Thun-Hohensteinu       | 1754–1840            | 27.    | Hannah Beessová z Chrostiny               | 1882–1911            |
| 12.    | Terezie Marie Anna z Brühlu            | 1784–1844            | 28.    | František Antonín III. z Thun-Hohensteinu | 1847–1916            |
| 13.    | Johanna Nepomucena z Thun-Hohensteinu  | 1792–1849            | 29.    | Karolína z Thun-Hohensteinu               | 1848–1926            |
| 14.    | Marie Terezie Wratislavová z Mitrowicz | 1766–1851            | 30.    | Jaroslav z Thun-Hohensteinu               | 1864–1929            |
| 15.    | Terezie (Tereza) z Thun-Hohensteinu    | 1846–1859            | 31.    | Marie Pia Chotková z Chotkova a Vojnína   | 1863–1935            |
| 16.    | Bedřich z Thun-Hohensteinu             | 1861–1863            |        |                                           |                      |

## Ostatky z vnějších hrobek při kapli sv. Jana Nepomuckého v Chrástu (2007)
V roce 1889 byly při východní straně kaple sv. Jana Nepomuckého zřízeny dvě vnější hrobky, protože František Antonín II. (1809–1870) se v důsledku nerovnorodého sňatku vzdal práv prvorozeného syna a nesměl být s neurozenou manželkou pohřben přímo v kapli. S iniciativou založení vnějších hrobek přišel Františkův bratr Leopold (Lev) (1811–1888). Navíc, aby nebyl František osamocen, bylo šlechetným přáním Lea, aby byl pohřben v hrobce vedle. Výstavbu hrobek pro své strýce finansoval František Antonín III. (1847–1916).
Protože dlouhodobě kaple sv. Jana Nepomuckého i hrobka trpěly útoky vandalů, byly v sobotu 10. listopadu 2007 z vnějších dvou hrobů do kostela Povýšení sv. Kříže přeneseny zpopelněné ostatky sedmi členů rodu. Slavnostní mše se zúčastnili i příslušníci rodu Thun-Hohensteinů. Město Děčín zároveň předalo kostel do užívání katolické církvi.
Mezi nově pochovanými byli zmiňovaní sourozenci František Antonín II. (František mladší), který se angažoval ve Společnosti vlasteneckých přátel umění, Krasoumné jednotě a Jednotě pro dostavění chrámu svatého Víta, jeho mladší bratr hrabě Lev, český a rakouský politik, prezident českého gubernia v revolučním roce 1848 a dlouholetý rakouský ministr kultu a vyučování, a hraběnka Josefína Alžběta, zvaná Juža (1815–1895), které skladatel Fryderik Chopin (1810–1849) při své návštěvě Děčína v roce 1835 věnoval valčík As-dur, opus 34, číslo jedna, který je znám pod označením Děčínský.
Podrobnější informace o zemřelých jsou v tabulce v hesle Hrobka Thun-Hohensteinů (Děčín-Chrást).
| Pořadí | Jméno                                           | Rok narození a úmrtí | Pořadí | Jméno                                          | Rok narození a úmrtí |
| ------ | ----------------------------------------------- | -------------------- | ------ | ---------------------------------------------- | -------------------- |
| 1.     | František Antonín II. z Thun-Hohensteinu        | 1809–1870            | 5.     | Marie Magdalena Königová                       | 1810–1899            |
| 2.     | Leopold Lev z Thun-Hohensteinu                  | 1811–1888            | 6.     | Zdenko (Zdeněk) František z Thun-Hohensteinu   | 1842–1906            |
| 3.     | Josefína Alžběta z Thun-Hohensteinu, zvaná Juža | 1815–1895            | 7.     | Josefina Marie z Thun-Hohenstein-Castell Fondo | 1843–1914            |
| 4.     | Karolína Marie z Clam-Martinic                  | 1822–1898            |        |                                                |                      |